# Segona Divisió 2023/24
Die Segona Divisió 2023/24, auch Lliga UNIDA genannt, war die 25. Spielzeit der zweithöchsten Fußballliga in Andorra. Sie begann am 1. Oktober 2023 und endete am 19. Mai 2024 mit dem 20. Spieltag.

## Modus
Nachdem Erstliga-Absteiger UE Sant Julià zu Saisonbeginn zurückzog, spielten in diesem Jahr nur noch fünf Teams. Diese spielten an 20 Spieltagen, aufgeteilt in vier Etappen, jeweils vier Mal gegeneinander. Der Erste stieg direkt in die Primera Divisió auf, der Zweite konnte über die Aufstiegs-Relegation aufsteigen. Reservemannschaften waren nicht aufstiegsberechtigt.

## Abschlusstabelle
| Pl. | Verein                      | Sp. | S  | U | N  | Tore    | Diff. | Punkte |
| --- | --------------------------- | --- | -- | - | -- | ------- | ----- | ------ |
| 1.  | FS La Massana               | 16  | 12 | 0 | 4  | 052:190 | +33   | 36     |
| 2.  | FC Rànger’s 1               | 16  | 8  | 1 | 7  | 052:270 | +25   | 22     |
| 3.  | UE Santa Coloma B *         | 16  | 6  | 3 | 7  | 025:350 | −10   | 21     |
| 4.  | Atlètic Club d’Escaldes B * | 16  | 5  | 3 | 8  | 020:410 | −21   | 18     |
| 5.  | FC Santa Coloma B *         | 16  | 5  | 1 | 10 | 024:510 | −27   | 16     |
| 6.  | UE Sant Julià (A) 2         | 0   | 0  | 0 | 0  | 000:000 | ±0    | 0      |

Platzierungskriterien: 1. Punkte – 2. Direkter Vergleich (Punkte, Tordifferenz, geschossene Tore) – 3. Tordifferenz – 4. geschossene Tore

| (A) | Absteiger aus der Primera Divisió |

## Kreuztabelle
| Hinrunde (Runden 1–10) | Hinrunde (Runden 1–10)    | Hinrunde (Runden 1–10) | Hinrunde (Runden 1–10) | Hinrunde (Runden 1–10) | 2023/24                   | Rückrunde (Runden 11–20) | Rückrunde (Runden 11–20)  | Rückrunde (Runden 11–20) | Rückrunde (Runden 11–20) | Rückrunde (Runden 11–20) |
| FS La Massana          | Atlètic Club d’Escaldes B | FC Santa Coloma B      | UES                    | FC Rànger’s            | Verein                    | FS La Massana            | Atlètic Club d’Escaldes B | FC Santa Coloma B        | UES                      | FC Rànger’s              |
| ---------------------- | ------------------------- | ---------------------- | ---------------------- | ---------------------- | ------------------------- | ------------------------ | ------------------------- | ------------------------ | ------------------------ | ------------------------ |
|                        | 1:0                       | 2:0                    | 3:0                    | 6:0                    | FS La Massana             |                          | 4:1                       | 8:1                      | 4:1                      | 4:0                      |
| 4:2                    |                           | 2:1                    | 1:1                    | 1:3                    | Atlètic Club d’Escaldes B | 0:4                      |                           | 1:0                      | 0:2                      | 0:12                     |
| 2:3                    | 2:2                       |                        | 0:3                    | 3:2                    | FC Santa Coloma B         | 1:5                      | 3:1                       |                          | 3:2                      | 0:15                     |
| 5:4                    | 1:1                       | 0:3                    |                        | 3:2                    | UE Santa Coloma B         | 1:2                      | 1:3                       | 2:1                      |                          | 1:0                      |
| 1:0                    | 0:3                       | 0:3                    | 2:2                    |                        | FC Rànger’s               | 2:0                      | 4:0                       | 3:1                      | 6:0                      |                          |

## Relegation
Der Zweitplatzierte der Segona Divisió bestreitet im Anschluss zwei Relegationsspiele gegen den Neunten der Primera Divisió.
|             | Gesamt |           | Hinspiel | Rückspiel |
| ----------- | ------ | --------- | -------- | --------- |
| FC Rànger’s | 2:1    | CE Carroi | 0:1      | 2:0       |